# Liste de mosquées du Royaume-Uni
La présente liste de mosquées du Royaume-Uni ne se veut pas exhaustive.

## Liste
| Nom                                         | Image | Ville                   | Comté                                                    | Nation     | Inauguration      |
| ------------------------------------------- | ----- | ----------------------- | -------------------------------------------------------- | ---------- | ----------------- |
| Mosquée centrale de Birmingham              |       | Birmingham              | Birmingham (180 Belgrave Middleway, Highgate)            | Angleterre | 1975              |
| Mosquée Darul Barakaat de Birmingham        |       | Birmingham              | Birmingham (85 Tilton Road)                              | Angleterre | 30 septembre 2004 |
| Mosquée Ghamkol Shariff de Birmingham       |       | Birmingham              | Birmingham (150 Golden Hillock Road)                     | Angleterre | 29 juillet 1995   |
| Mosquée Green Lane de Birmingham            |       | Birmingham              | Birmingham (20 Green Lane)                               | Angleterre | 1970              |
| Mosquée As-Salafi de Birmingham             |       | Birmingham              | Birmingham (472 Coventry Road)                           | Angleterre |                   |
| Mosquée centrale de Bornemouth              |       | Bornemouth              | Dorset (4 Saint Stephen's Road)                          | Angleterre |                   |
| Mosquée Al Mahdi de Bradford                |       | Bradford                | Yorkshire de l'Ouest (Rees Way)                          | Angleterre | 7 novembre 2008   |
| Mosquée Jamia de Bristol                    |       | Bristol                 | Bristol (Green Street, Totterdown)                       | Angleterre | 1968              |
| Mosquée de Chesham                          |       | Chesham                 | Buckinghamshire (212 Bellingdon Road)                    | Angleterre | 14 août 2005      |
| Mosquée Noor de Crawley                     |       | Crawley                 | Sussex de l'Ouest (72 Langley Dr)                        | Angleterre | 18 janvier 2014   |
| Mosquée Al-Maktoum de Dundee                |       | Dundee                  | Dundee (124 Blackness Road)                              | Écosse     | 3 septembre 2013  |
| Mosquée centrale d'Édimbourg                |       | Édimbourg               | Édimbourg (50 Potterrow)                                 | Écosse     | 31 juillet 1998   |
| Mosquée Nasir de Gillingham                 |       | Gillingham              | Kent (105 Richmond Road)                                 | Angleterre | 1er mars 2014     |
| Mosquée centrale de Glasgow                 |       | Glasgow                 | Glasgow (1 Mosque Avenue, Gorbals)                       | Écosse     | 1984              |
| Mosquée Nasir d'Hartlepool                  |       | Hartlepool              | Durham (Brougham Terrace, Cleveland TS24 8EY)            | Angleterre | 11 novembre 2005  |
| Mosquée Madina d'Horsham                    |       | Horsham                 | Sussex de l'Ouest (2 Park Terrace East)                  | Angleterre | 14 mai 2008       |
| Mosquée Al-Najmi de Levenshulme             |       | Levenshulme             | Grand Manchester (5-9 Wooldfold Avenue)                  | Angleterre | 18 avril 2010     |
| Mosquée Al-Rahma de Liverpool               |       | Liverpool               | Merseyside (29-31 Hatherley street)                      | Angleterre | juillet 1974      |
| Mosquée centrale de Londres                 |       | Londres (Camden)        | Grand Londres (146 Park Road)                            | Angleterre | juillet 1977      |
| Mosquée Aziziye de Londres                  |       | Londres (Hackney)       | Grand Londres (117-119 Stoke Newington Road)             | Angleterre | juillet 1983      |
| Mosquée Suleymaniye de Londres              |       | Londres (Hackney)       | Grand Londres (212-216 Kingsland Road)                   | Angleterre | octobre 1999      |
| Mosquée centrale de Londres-Nord            |       | Londres (Islington)     | Grand Londres (14 St. Thomas’s Road N4)                  | Angleterre | 8 juillet 1994    |
| Mosquée Tahir de Catford                    |       | Londres (Lewisham)      | Grand Londres (Verdant Lane, SE6 1TP)                    | Angleterre | 11 février 2012   |
| Mosquée Baitul Futuh de Londres             |       | Londres (Merton)        | Grand Londres (181 London Road)                          | Angleterre | 3 octobre 2003    |
| Mosquée de Londres-Est                      |       | Londres (Tower Hamlets) | Grand Londres (82-92 Whitechapel Road)                   | Angleterre | 12 juillet 1985   |
| Mosquée Fazl de Londres                     |       | Londres (Wandsworth)    | Grand Londres (16 Gressenhall Road)                      | Angleterre | 23 octobre 1926   |
| Mosquée centrale de Manchester              |       | Manchester              | Grand Manchester (20 Upper Park Road)                    | Angleterre | 1971              |
| Mosquée Darul Amaan de Manchester           |       | Manchester              | Grand Manchester (15 Greenheys Lane)                     | Angleterre | 27 avril 2012     |
| Mosquée Didsbury de Manchester              |       | Manchester              | Grand Manchester (271 Burton Road, West Didsbury)        | Angleterre | 1962              |
| Mosquée Jamia de Middlesbrough              |       | Middlesbrough           | Yorkshire du Nord (133A Waterloo Road)                   | Angleterre |                   |
| Mosquée Jamia Masjid Sultania de Nottingham |       | Nottingham              | Nottinghamshire (56-58 Thurgarton Street, Sneinton Dale) | Angleterre | 13 avril 2014     |
| Mosquée Dar Assalam de Peterborough         |       | Peterborough            | Cambridgeshire (80-82 Alma Road)                         | Angleterre |                   |
| Mosquée Al-Qaaem de Peterborough            |       | Peterborough            | Cambridgeshire (4 Burton Street)                         | Angleterre | En cours          |
| Mosquée Faizan-e-Madina de Peterborough     |       | Peterborough            | Cambridgeshire (169-175 Gladstone Street)                | Angleterre |                   |
| Mosquée Jamia Ghousia de Peterborough       |       | Peterborough            | Cambridgeshire (406 Gladstone Street)                    | Angleterre |                   |
| Mosquée Khadeeja de Peterborough            |       | Peterborough            | Cambridgeshire (311-313 Cromwell Road)                   | Angleterre |                   |
| Mosquée Medina de Sheffield                 |       | Sheffield               | Yorkshire du Sud (24 Wolseley Road)                      | Angleterre | 30 octobre 2006   |
| Mosquée Shah Jahan de Woking                |       | Woking                  | Surrey (149 Oriental Road)                               | Angleterre | octobre 1889      |